# Partido Verde Lituano
El Partido Verde Lituano (en lituano: Lietuvos Žaliųjų Partija), abreviado como LŽP, es un partido político de Lituania.

## Resultados electorales

### Seimas
| Elección | Votes  | %          | Escaños | +/–         | Estatus |
| -------- | ------ | ---------- | ------- | ----------- | ------- |
| 2016     | 24,727 | 2.03 (#10) | 1/141   | Nuevo       |         |
| 2020     | 19,307 | 1.70 (#12) | 1/141   | Sin cambios |         |